# François Auffray
Pour les articles homonymes, voir Auffray.
François Auffray, né le 18 janvier 1891 à Plélo et mort le 11 juin 1969 à Plélo, est un homme politique français.

## Biographie
Issu d'une famille de laboureur il est membre du Parti républicain, radical et radical-socialiste. Sous cette étiquette, il est élu député des Côtes-du-Nord lors d'une élection législative partielle en 1939.
Il vote, le 10 juillet, en faveur de la remise des pleins pouvoirs au Maréchal Pétain. Il ne retrouve pas de mandat parlementaire après la Libération.

## Source
- « François Auffray », dans le Dictionnaire des parlementaires français (1889-1940), sous la direction de Jean Jolly, PUF, 1960 [détail de l’édition]